# Очеретуватська сільська рада (Токмацький район)
| Очеретуватська сільська рада — колишній орган місцевого самоврядування у Токмацькому районі Запорізької області з адміністративним центром у с. Очеретувате. Історична дата утворення: 1920-ті. Сільській раді підпорядковані населені пункти: - с. Очеретувате - с. Скелювате |

## Склад ради
Загальний склад ради: 14 депутатів.
Партійний склад ради: Партія регіонів — 9, Всеукраїнське об'єднання «Батьківщина» — 2, Самовисування — 3.

### Керівний склад ради
| ПІБ                             | Основні відомості                                                 | Дата обрання | Дата звільнення |
| ------------------------------- | ----------------------------------------------------------------- | ------------ | --------------- |
| Антипенко Володимир Миколайович | Сільський голова, 1951 року народження, освіта                    | 26.03.2006   | 31.10.2010      |
| Антипенко Володимир Миколайович | Сільський голова, 1951 року народження, освіта вища, безпартійний | 31.10.2010   |                 |

Примітка: таблиця складена за даними джерела